# The O’Jays
A The O’Jays nevű amerikai funk/R&B együttes 1958-ban alakult meg az ohiói Cantonban. Eredetileg "The Triumphs", illetve "The Mascots" volt a nevük. Jelenlegi tagok: Eddie Levert, Walter Williams és Eric Grant. Volt tagok: Bill Isles, Bobby Massey, William Powell, Sammy Strain és Nathaniel Best. Eddie Levert és Walter Williams a két olyan eredeti tag, aki a kezdetektől fogva képviselik a zenekart. Legismertebb daluk a "For the Love of Money",  amely több médiában is feltűnt. 1958-ban kezdték el karrierjüket, The Triumphs illetve The Mascots neveken. 1963-ban Eddie O’Jay rádiós DJ tiszteletére felvették a "The O’Jays" nevet. Pályafutásuk alatt 29 nagylemezt, egy koncertalbumot és húsz válogatáslemezt jelentettek meg. Jelenleg trióban működnek.
Bill Isles 2019-ben elhunyt, 78 éves korában.